# Lloyd LaBeach
Lloyd Barrington LaBeach (28. června 1924 Ciudad de Panamá, Panama – 17. února 1999 New York, USA) byl panamský běžec specializující se na krátké sprinty. V roce 1948 vybojoval na olympijských hrách v Londýně dvě bronzové medaile a to v běhu na 100 a v běhu na 200 metrů.